# في جناح التنويم
ذا إنبيشنت (بالإنجليزية: The Inpatient)‏ أو في جناح التنويم (بالعربية) ، هي لعبة فيديو إلكترونية من نوع رعب نفسي، وهي من تطوير سوبرماسيف جيمز، ومن نشر سوني إنتراكتيف إنترتينمنت، وتعمل حصراً لنظام بلاي ستيشن 4 المخصصة لنظارة الواقع الافتراضي بلاي ستيشن في آر، صدرت اللعبة في الأسواق يوم 23 يناير 2018، حيث تدعم اللعبة اللغة العربية.
تقع أحداثها قبل أحداث لعبة أنتل داون بستين عام